# Litobothrium
A Litobothrium a galandférgek (Cestoda) osztályának Litobothriidea rendjébe, ezen belül a Litobothriidae családjába tartozó nem. Rendjének és családjának az egyetlen neme.

## Tudnivalók
A Litobothrium-fajok tengeri élősködők.

## Rendszerezésük
A nembe az alábbi 8 faj tartozik:
- Litobothrium alopias Dailey, 1969
- Litobothrium amplifica (Kurochkin & Slankis, 1973)
- Litobothrium amsichensis Caira & Runkle, 1993
- Litobothrium coniformis Dailey, 1969
- Litobothrium daileyi Kurochkin & Slankis, 1973
- Litobothrium gracile Dailey, 1969
- Litobothrium janovi Olson & Caira, 2001
- Litobothrium nickoli Olson & Caira, 2001